# Veix
Veix  (Ves auf Okzitanisch) ist eine französische Gemeinde mit 74 Einwohnern (Stand 1. Januar 2022) im Département Corrèze in der Region Nouvelle-Aquitaine.

## Geografie

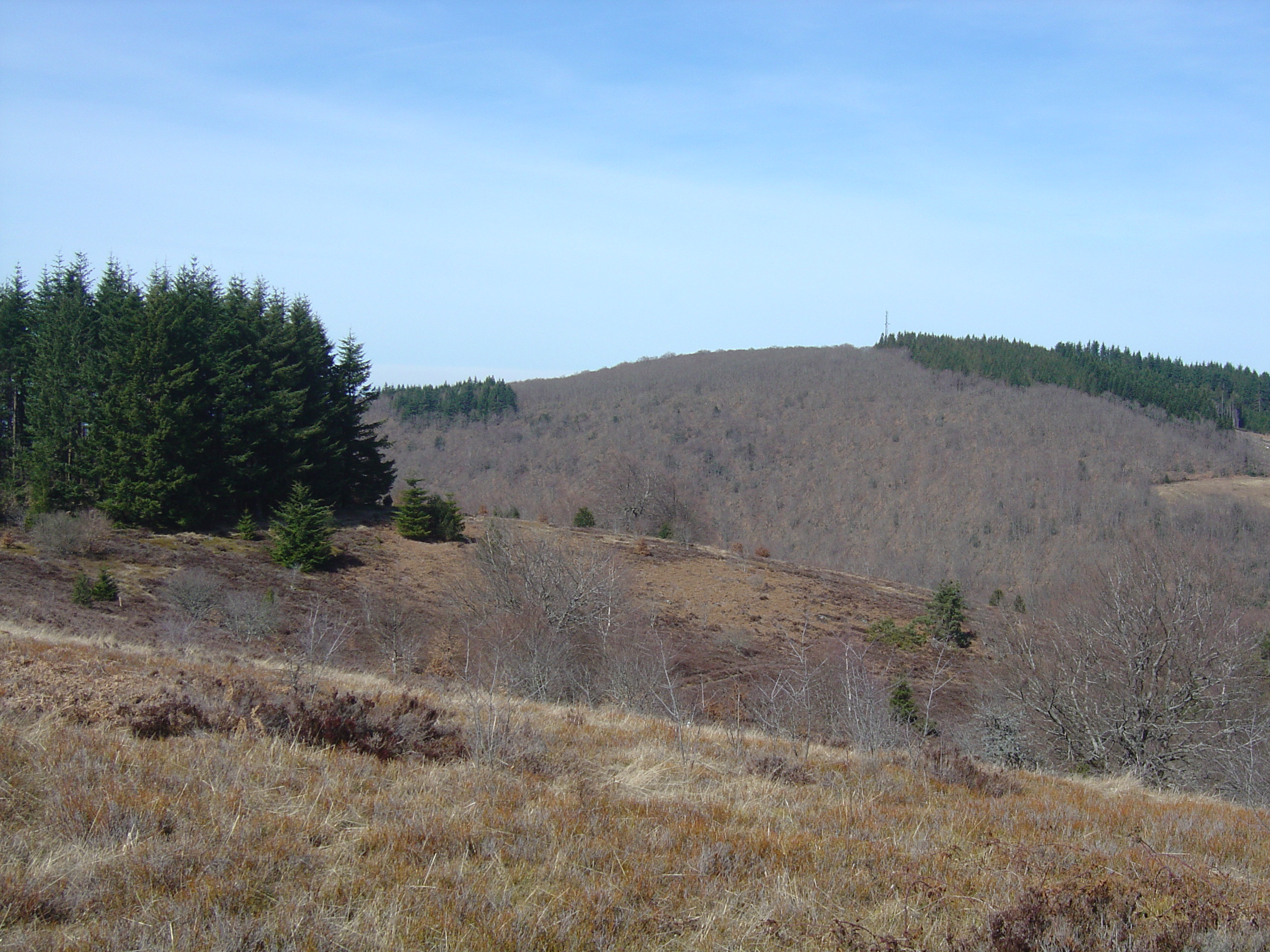
Der Puy de Monédière, der höchste Punkt der Monédièren

Die Gemeinde liegt im Zentralmassiv am südwestlichen Rand des Plateau de Millevaches und somit auch im Regionalen Naturpark Millevaches en Limousin.
Tulle, die Präfektur des Départements, liegt rund 25 Kilometer südlich, Égletons etwa 20 Kilometer südöstlich und Uzerche ungefähr 25 Kilometer südwestlich.
Nachbargemeinden von Veix sind Treignac im Norden, Lestards im Nordosten, Pradines im Osten, Chaumeil und Saint-Augustin im Süden, Madranges im Südwesten sowie Affieux im Westen.
Die Quelle der Madrange, ein linker Nebenfluss der Vézère, befindet sich in Saint-Augustin, nahe der  Gemeindegrenze zu Veix. Ferner liegt der Puy de Monédière, der mit 919 Metern höchste Berg im Massif des Monédières, rund drei Kilometer in südlicher Richtung vom Ortszentrum entfernt.

## Wappen
Beschreibung: In Gold ein grüner Laubwald unter blauen Schildhaupt mit drei fünfstrahligen goldenen Sternen balkenweis.

## Einwohnerentwicklung
| Jahr      | 1962 | 1968 | 1975 | 1982 | 1990 | 1999 | 2007 | 2016 |
| Einwohner | 186  | 194  | 146  | 110  | 80   | 72   | 71   | 65   |